# Tephritis bardanae
Tephritis bardanae ist eine Fliege aus der Familie der Bohrfliegen (Tephritidae).

## Merkmale
Die Fliegen erreichen eine Körperlänge von 5,0 bis 5,5 Millimetern. Ihr Körper ist dunkelbraun gefärbt, die Seiten des Thorax, das Schildchen (Scutellum), die Basalregion des Hinterleibs und die Hinterränder der Tergite sind ockergelb. Der Kopf ist blassgelb gefärbt. Ansonsten ist der Körper ockergelb bestäubt und weißlich behaart. Die Beine sind rotgelb. Die Thorakalschüppchen überragen die Flügelschüppchen. Schräg auf den Flügeln verläuft eine braune Querbinde, die von der Flügelader R1 über beide Queradern bis zur Mündung des Cubitus reicht. Die Binde ist mit runden, durchsichtigen Flecken unterbrochen, ein solcher Fleck befindet sich auch an der Flügelspitze. 

## Vorkommen und Lebensweise
Die Tiere kommen von Europa bis Westasien vor. Die Imagines treten in Mitteleuropa ab Anfang Juli auf. Sie sitzen häufig auf den Blättern und Stängeln der Larvennahrungspflanzen und schwingen charakteristisch ihre Flügel abwechselnd nach vorne. Die Larven ernähren sich von Großer Klette (Arctium lappa) und Filz-Klette (Arctium tomentosum).

## Belege